# Amenorea
Amenorea je absence menstruace u žen, které dosáhly reprodukčního věku. Fyziologické stavy amenorey se nejčastěji vyskytují během těhotenství a kojení. Jako amenorea se nazývá stav, když žena nebo dívka, která dosáhla reprodukčního věku a neužívá antikoncepci, nemenstruuje.
Amenorea je symptom, který má mnoho možných příčin. Primární amenorea je definována jako absence sekundárních pohlavních znaků do 13 let věku bez menarche nebo s normálními sekundárními pohlavními znaky, ale bez menarche do 15 let věku. Může být způsobena vývojovými problémy, jako je vrozená absence dělohy, selhání vaječníků při přijímání nebo zachycování vajíček nebo opoždění pubertálního vývoje. Sekundární amenorea, tedy přerušení menstruačního cyklu po menarché, je definována jako absence menstruace po dobu tří měsíců u ženy s dříve normální menstruací nebo po dobu šesti měsíců u žen s oligomenoreou v anamnéze. Často je způsobena hormonálními poruchami hypothalamu a hypofýzy, předčasnou menopauzou, nitroděložní jizvou nebo poruchami příjmu potravy.

## Patofyziologie
Ačkoli má amenorea více možných příčin, v konečném důsledku je výsledkem hormonální nerovnováhy nebo anatomické abnormality.
Fyziologicky je menstruace řízena prostřednictvím hormonu uvolňujícího gonadotropiny (GnRH) z hypothalamu. GnRH působí na hypofýzu a stimuluje uvolňování folitropinu (folikuly stimulujícího hormonu, FSH) a lutropinu (luteinizačního hormonu, LH). FSH a LH pak působí na vaječníky a stimulují produkci estrogenu a progesteronu, které řídí proliferační a sekreční fázi menstruačního cyklu. Na menstruační cyklus má vliv také prolaktin, který potlačuje uvolňování LH a FSH z hypofýzy. Podobně ovlivňuje menstruační cyklus také hormon štítné žlázy. Nízké hladiny hormonů štítné žlázy stimulují vyplavování hormonu uvolňujícího tyreotropin (TRH) z hypothalamu, což následně zvyšuje uvolňování hormonu stimulujícího štítnou žlázu (TSH) i prolaktinu. Toto zvýšení prolaktinu potlačuje uvolňování LH a FSH mechanismem negativní zpětné vazby. Amenorea může být způsobena jakýmkoli mechanismem, který narušuje tuto osu hypothalamus-hypofýza-vaječníky, ať už jde o hormonální nerovnováhu, nebo o narušení mechanismů zpětné vazby.

## Klasifikace
Amenorea se rozlišuje na primární a sekundární.

### Primární amenorea
Primární amenorea je absence menstruace u ženy do 16 let věku. Za pacientky s primární amenoreou jsou považovány i ženy, které ve 14 letech nedosáhly menarché a nemají žádné známky sekundárních pohlavních znaků. Amenorea může být například projevem konstitučního opoždění puberty, Turnerova syndromu nebo Mayerova-Rokitanského-Küsterova-Hauserova syndromu.

### Sekundární amenorea
Sekundární amenorea je definována jako absence menstruace po dobu tří měsíců u ženy s pravidelným periodickým krvácením v anamnéze nebo po dobu šesti měsíců u ženy s nepravidelnou menstruací v anamnéze. Sekundární amenorea bývá projevem hypotyreózy, hypertyreózy, hyperprolaktinémie, syndromu polycystických vaječníků, primární ovariální insuficience a funkční hypotalamické amenorey.

## Příčiny

### Primární amenorea

#### Turnerův syndrom
Turnerův syndrom, monosomie 45XO, je genetická porucha charakterizovaná chybějícím nebo částečně chybějícím chromozomem X. Turnerův syndrom je spojen se širokým spektrem znaků, které se v jednotlivých případech liší. Jedním ze společných rysů tohoto syndromu je však ovariální insuficience v důsledku gonadální dysgeneze. U většiny osob s Turnerovým syndromem se ovariální nedostatečnost projeví během prvních několika let života, ještě před menarche. Proto většina pacientek s Turnerovým syndromem trpí primární amenoreou. Výskyt spontánní puberty se však pohybuje mezi 8–40 % v závislosti na tom, zda se jedná o úplnou nebo částečnou absenci chromozomu X, či nikoli.

#### Mayerův–Rokitanského–Küsterův–Hauserův syndrom
Mayerův–Rokitanského–Küsterův–Hauserův syndrom je druhou nejčastější příčinou primární amenorey. Syndrom je charakterizován Mülleriánskou agenezí. U Mayerova–Rokitanského–Küsterova–Hauserova syndromu dochází k abnormálnímu vývoji Müllerových kanálků, což má za následek absenci dělohy a děložního hrdla. Přestože pacientky s Mayerůvým–Rokitanského–Küsterůvým–Hauserovým syndromem mají funkční vaječníky, a vykazují tedy sekundární pohlavní znaky, dochází u nich k primární amenoree, protože nemají funkční dělohu.

#### Konstituční opoždění puberty
Konstituční opoždění puberty je diagnóza, která se stanoví, když se na základě vyšetření primární amenorey nezjistí jiná příčina. Konstituční opoždění puberty není způsobeno patologickou příčinou. Považuje se za jednu z možných forem posunu puberty. Ačkoli se častěji vyskytuje u chlapců, u dívek s opožděnou pubertou se objevují sekundární pohlavní znaky po 14. roce věku a menarche po 16. roce věku. To může mít genetickou příčinu, protože některé případy konstitučního opoždění puberty se vyskytují v rodinné anamnéze.

### Sekundární amenorea

#### Kojení
Fyziologická amenorea se vyskytuje před menarche, během těhotenství a kojení a po menopauze.
Kojení je častou příčinou sekundární amenorey. Laktační amenorea je způsobena přítomností zvýšené hladiny prolaktinu a nízké hladiny lutropinu, které potlačují sekreci ovariálních hormonů. Kojení obvykle prodlužuje poporodní amenoreu a délka trvání amenorey se liší podle toho, jak často žena kojí. Z tohoto důvodu je kojení považováno za metodu plánovaného rodičovství, zejména v rozvojových zemích, kde může být přístup k jiným metodám antikoncepce omezený.

#### Onemocnění štítné žlázy
Poruchy regulace hormonů štítné žlázy jsou obecně známou příčinou menstruačních nepravidelností, včetně sekundární amenorey.
U pacientek s hypotyreózou často dochází k výkyvům menstruačního cyklu. Předpokládá se, že je to způsobeno zvýšeným množstvím hormonu uvolňujícího tyreotropin, který dále stimuluje uvolňování hormonu stimulujícího štítnou žlázu i prolaktinu. Zvýšený prolaktin potlačuje uvolňování lutropinu a folitropinu, které jsou nezbytné pro vznik ovulace.
Pacientky s hypertyreózou mohou také trpět oligomenoreou nebo amenoreou. U hypertyreózy dochází ke zvýšení globulinu vázajícího pohlavní hormony. Ten následně zvyšuje celkové hladiny testosteronu a estradiolu. U pacientek s hypertyreózou byly rovněž hlášeny zvýšené hladiny lutropinu a folitropinu.

#### Hypothalamické ahypofyzární příčiny
Změny v hypotalamo-hypofyzární ose jsou častou příčinou sekundární amenorey. Z hypotalamu se vyplavuje hormon uvolňujícího gonadotropiny, který stimuluje přední část hypofýzy k uvolňování folitropinu a lutropinu, které následně stimulují vaječníky k uvolňování estrogenu a progesteronu. Jakákoli patologie v hypotalamu nebo hypofýze může změnit fungování tohoto zpětnovazebního mechanismu a může způsobit sekundární amenoreu.
Adenomy hypofýzy jsou častou příčinou amenorey. Prolaktin vylučující adenomy hypofýzy způsobují amenoreu v důsledku nadměrné sekrece prolaktinu, který inhibuje uvolňování folitropinu a lutropinu. Ostatní hypofyzární léze mohou rovněž způsobovat amenoreu v důsledku inhibice dopaminu, inhibitoru prolaktinu, který je způsoben útlakem hypofýzy.

#### Syndrom polycystických ovarií
Syndrom polycystických ovarií je běžná endokrinní porucha, která postihuje 4–8 % žen na celém světě. Je charakterizována mnohočetnými cystami na vaječnících, amenoreou nebo oligomenoreou a zvýšeným množstvím androgenů. Ačkoli přesná příčina zůstává neznámá, předpokládá se, že právě zvýšená hladina cirkulujících androgenů vede k sekundární amenoree. Syndrom polycystických ovarií může být také příčinou primární amenorey, pokud se vyšší hladina androgenů objeví ještě před menarche. Ačkoli jsou pro tento syndrom charakteristické mnohočetné cysty na vaječnících, nebylo zaznamenáno, že by tyto cysty byly příčinou amenorey.

#### Nízká tělesná hmotnost
Ženy, které pravidelně nadměrně cvičí nebo výrazně zhubnou, jsou ohroženy hypotalamickou amenoreou nebo námahovou amenoreou. Funkční hypotalamická amenorea (FHA) může být způsobena stresem, úbytkem hmotnosti nebo nadměrným cvičením. Mnoho žen, které drží dietu nebo intenzivně cvičí, nepřijímá dostatek kalorií, aby si udržely normální menstruační cyklus. Zdá se, že vznik amenorey závisí spíše na nedostatku energie než na absolutní hmotnosti, protože k udržení pravidelných menstruačních cyklů je nutné určité množství uložené, snadno využitelné energie. Amenorea je často spojována s mentální anorexií a jinými poruchami příjmu potravy. O relativním nedostatku energie ve sportu, známém také jako triáda sportovkyň, hovoříme tehdy, když se u ženy vyskytuje amenorea, porucha příjmu potravy a osteoporóza.
Energetická nerovnováha a hubnutí mohou narušit menstruační cykly prostřednictvím několika hormonálních mechanismů. Úbytek hmotnosti může způsobit zvýšení hladiny hormonu ghrelinu, který inhibuje osu hypothalamus-hypofýza-vaječníky. Zvýšené koncentrace ghrelinu mění amplitudu stimulů hormonu uvolňujícího gonadotropiny, což způsobuje snížené uvolňování lutropinu a folitropinu z hypofýzy. U žen s nízkou tělesnou hmotností se také vyskytují nízké hladiny hormonu leptinu. Stejně jako ghrelin i leptin signalizuje pohlavní soustavě stav energetické rovnováhy a tukových zásob. Snížená hladina leptinu úzce souvisí s nízkou hladinou tělesného tuku a koreluje se zpomalením stimulů hormonu uvolňujícího gonadotropiny.

#### Užívání léků
Některé léky, zejména antikoncepce, mohou u zdravých žen vyvolat amenoreu. Absence menstruace obvykle nastává krátce po zahájení užívání léku a může trvat až rok, než se po ukončení jeho užívání obnoví. Hormonální antikoncepce, která obsahuje pouze progestagen a zejména přípravky obsahující vyšší dávky běžně vyvolávají tento nežádoucí účinek. Dlouhodobé užívání kombinované hormonální antikoncepce rovněž může potlačit menstruaci. U pacientek, které kombinované perorální antikoncepční tablety přestanou užívat, se může jako abstinenční příznak vyskytnout sekundární amenorea. Tato souvislost není dobře objasněna, protože studie nezjistily žádný rozdíl v hladinách hormonů mezi ženami, u kterých se po ukončení užívání kombinované perorální antikoncepce objeví amenorea jako abstinenční příznak, a ženami, u kterých se sekundární amenorea objeví z jiných důvodů. Bylo prokázáno, že nové antikoncepční pilulky, které nemají v každém cyklu obvyklých sedm dní placebo tablet, zvyšují u žen četnost výskytu amenorey. Studie ukazují, že u žen s největší pravděpodobností dojde k amenoree po jednom roce kontinuálního užívání peroální antikoncepce.
Je také známo, že pravidelné užívání opioidů (např. heroinu) způsobuje u dlouhodobých uživatelek amenoreu.
Je známo, že antipsychotika, která se běžně používají k léčbě schizofrenie, mohou způsobovat i amenoreu. Výzkum naznačuje, že antipsychotika ovlivňují hladiny prolaktinu, inzulinu, folitropinu, lutropinu a testosteronu. Nedávný výzkum naznačuje, že přidáním metforminu k antipsychotické léčbě lze menstruaci obnovit. Bylo prokázáno, že metformin snižuje rezistenci vůči hormonu inzulinu a také hladiny prolaktinu, testosteronu a luteinizačního hormonu.

#### Primární ovariální insuficience
Primární ovariální insuficience (POI) postihuje 1 % žen a je definována jako ukončení činnosti vaječníků před 40. rokem věku. Ačkoli příčina POI může být různá, je spojována s chromozomálními abnormalitami, chemoterapií a autoimunitními onemocněními. Hladiny hormonů u POI jsou podobné menopauze a jsou charakterizovány nízkou hladinou estradiolu a vysokou hladinou gonadotropinů. Vzhledem k tomu, že patogeneze POI zahrnuje vyčerpání zásob vaječníků, k obnovení menstruačních cyklů u této formy sekundární amenorey obvykle nedochází.